# وليام كولمان (كرة سلة)
وليام كولمان (بالإنجليزية: William Coleman)‏ مواليد 16 نوفمبر 1988 في كولومبوس، هو لاعب كرة سلة أمريكي. بدأ مسيرته الاحترافية في سنة 2011. يبلغ طوله 6 قدم 9 بوصة (2.1 م).

## المسيرة الاحترافية
لعب مع لو مان سارت باسكت في الدوري الفرنسي في موسم 2011–2012، ثم لعب مع نادي بودوشنوست لكرة السلة في موسم 2013–2014، ثم لعب مع نادي بانيونيس لكرة السلة في موسم 2014–2015.

## روابط خارجية
- وليام كولمان على موقع الدوري الأوروبي لكرة السلة (الإنجليزية)
- وليام كولمان على موقع كرة السلة الأوروبية.كوم (الإنجليزية)
- وليام كولمان على موقع كلية كرة السلة في سبورتس رفرنس.كوم (الإنجليزية)
- وليام كولمان على موقع ريلجم (الإنجليزية)
- وليام كولمان على موقع بروبوليرز (الإنجليزية)
- وليام كولمان على موقع سبورتس رفرنس (الإنجليزية)